# Gonatium cappadocium
Gonatium cappadocium is een spinnensoort uit de familie hangmatspinnen (Linyphiidae). De soort komt voor in Turkije.